# دکمه صدفی
دکمه صدفی (اسپانیایی: El botón de nácar‎ و انگلیسی: The Pearl Button) فیلمی در ژانر مستند به کارگردانی پاتریسیو گوسمان است که در سال ۲۰۱۵ منتشر شد و از بازیگران سرشناس آن می‌توان به پاتریسیو گوسمان اشاره کرد.
فیلم دکمه صدفی، در شصت و پنجمین جشنواره بین‌المللی فیلم برلین به نمایش درآمد و برای بخش رقابتی جشنواره انتخاب و در نهایت موفق به کسب جایزهٔ خرس نقره‌ای برای بهترین فیلم‌نامه این دوره از جشنواره شد.
در فیلم، یک محقق بومی صدای روح آب‌ها را با آوا می‌خواند.
فیلم در ظاهر کاوشی در اقیانوس است، اما حول این محور تاریخ سرزمین شیلی را از کهن‌ترین اعصار تا امروز کاویده است.

## موضوع فیلم
فیلم با گزارشی علمی دربارهٔ آب اقیانوس شروع می‌شود. اقیانوس با سرنوشت بشر همزاد است. دریاها تمام خلجان‌ها و آواهای کره زمین و تمام سیارات را منعکس می‌کنند. آب از حرکت ستارگان نشأت می‌گیرد و عنصر زندگی را به دنیای جانداران منتقل می‌کند.
آب زادگاه تمدن و منشأ حیات است و در سرگذشت سرزمین شیلی تأثیری عمیق داشته است. این کشور کوچک باریکه‌ای دراز در غرب آمریکای جنوبی است که سواحل آن بر ۴۳۰۰ کیلومتر بالغ می‌شود.
در سپیده دم تاریخ اهالی بومی منسوب به اقوام پاتاگونی تمدن اسطوره‌ای خود را بر کناره دریا و بر پایه صید و ماهی گیری بنا کردند.
سفیدپوستان اروپایی که برای «گسترش عمران و تمدن در میان بومیان وحشی» و با رسالت مسیحی کردن «اقوام کافر» به آمریکا لشکرکشی کردند، این اقوام را قتل‌عام کردند و تمدن آنها را برچیدند.
صدها سال بعد گویا تاریخ سرنوشتی مشابه را برای شیلی رقم زد. ددمنشی و سنگدلی این بار به نام دفاع از «نظم و قانون» در دستور کار قرار گرفت. در سال ۱۹۷۳ سرهنگان شیلی با پشتیبانی ایالات متحده کودتایی خونین در کشور به راه انداختند و به حکومت قانونی سالوادور آلنده پایان دادند.
مأموران خونتای شیلی، در کنار شکنجه و کشتار مخالفان، در سال‌های پس از کودتا هزاران انسان مبارز را به همراه وزنه‌های سنگین به اعماق دریا فرستادند. تنها سال‌ها بعد بود که گوشه‌هایی از این جنایت برملا شد.
فیلم مستند «تکمه صدفی» با تصاویری جذاب و زیبا، سرگذشت ملتی ستم‌زده بر کرانه اقیانوس را با بیانی شاعرانه تصویر کرده است.